# Partizani (okręg Tulcza)
Partizani – wieś w Rumunii, w okręgu Tulcza, w gminie Maliuc. W 2011 roku liczyła 374 mieszkańców.